# متحف تيريل الملكي لعلم الحفريات
متحف تيرل الملكي للتراث (ويشار إليه غالبًا باسم متحف تئرل الملكي) هو متحف للتراث ومنشأة بحثية في درومهلر، ألبرتا، كندا. سُمي المتحف على شرف جوزيف بور تيرل، ويقع ضمن مبنى يبلغ مساحته 12500 متر مربع (135,000 قدم مربع) صمم من قبل شركة بي سي دبليو في منتزه ميدلاند المحلي.
أعلنت حكومة المقاطعة عن الجهود المبذولة لإنشاء متحف علم الحفريات في عام 1981، مع برنامج علم الحفريات لمتحف مقاطعة ألبرتا المنبثق للمساعدة في تسهيل إنشاء متحف علم الحفريات. بعد أربع سنوات من التحضير، افتُتح متحف تيريل لعلم الحفريات في سبتمبر 1981. تم تغيير اسم المتحف لاحقًا إلى متحف تيريل الملكي لعلم الحفريات في يونيو 1990، بعد منحه لقب "ملكي" من الملكة إليزابيث الثانية . تم توسيع مبنى المتحف مرتين في القرن الحادي والعشرين. تم تصميم التوسعة الأولى من قبل بي سي دبليو، وتم الانتهاء منها في عام 2003؛ بينما تم تصميم التوسعة الثانية بواسطة شركة العمارة الكاسية، وتم الانتهاء منها في عام 2019.
تضم المجموعة الشخصية للمتحف أكثر من 160.000 حفرية مفهرسة، تتكون من أكثر من 350 نوعًا هولوتيبيًا، مما يزود المتحف بأكبر مجموعة من الحفريات في كندا. يعرض المتحف ما يقرب من 800 حفرية من مجموعته في معروضات المتحف. بالإضافة إلى المعروضات، يتم استخدام مجموعة الحفريات بالمتحف أيضًا من قبل برنامج البحث بالمتحف، والذي يحمل تفويضًا لتوثيق وتحليل التاريخ الجيولوجي وعلم الحفريات.

## تاريخ

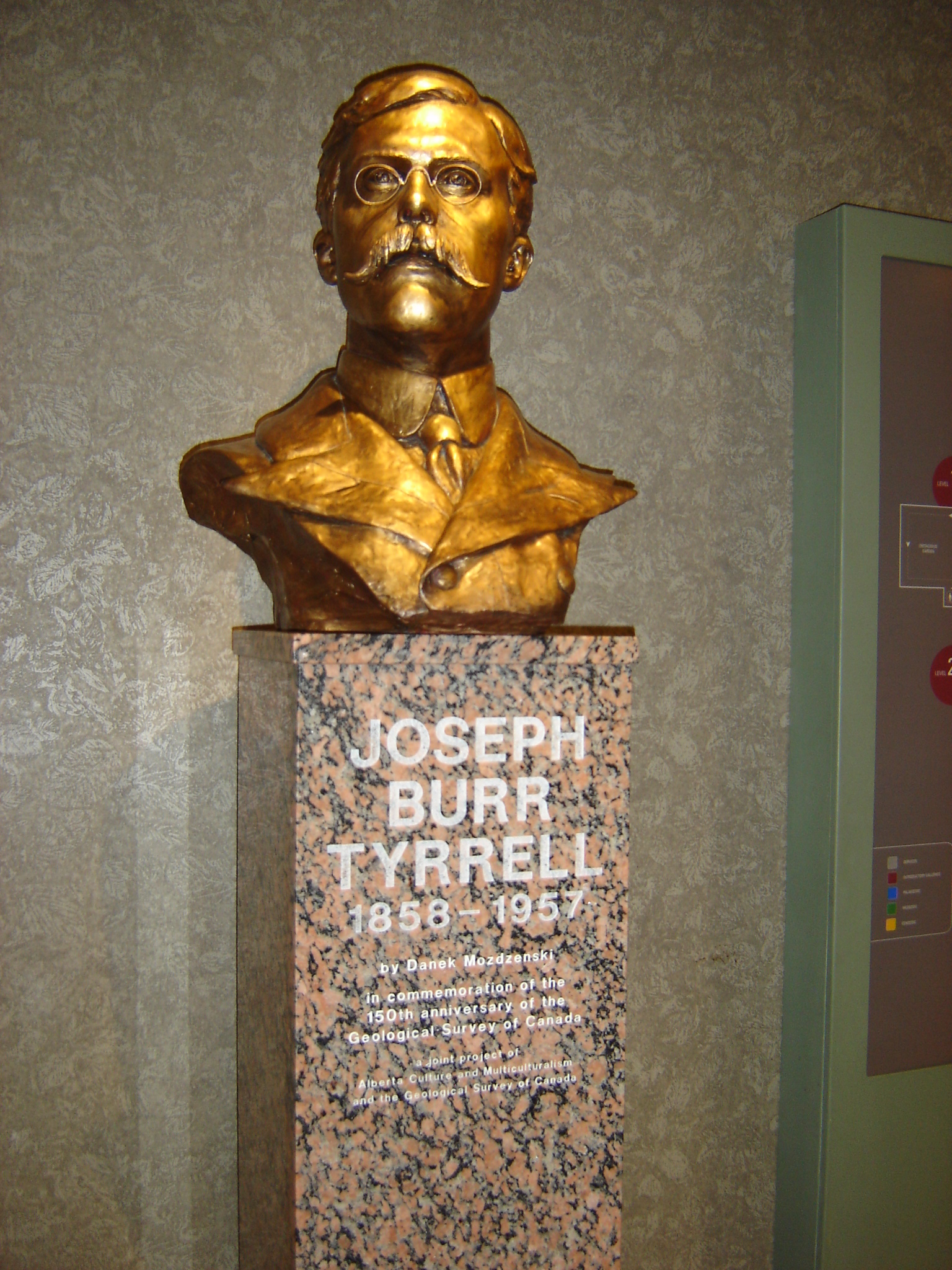
تمثال نصفي لجوزيف بور تيريل في مبنى المتحف

خلال أواخر السبعينيات من القرن الماضي، بدأت حكومة ألبرتا في التفكير في البناء داخل حديقة مقاطعة ديناصور أو بجوارها. في عام 1981، أعلنت حكومة المقاطعة رسميًا عن خطط لبناء متحف علم الحفريات. ومع ذلك، تم بناء المتحف في متنزه ميدلاند الإقليمي بالقرب من درومهيلر، على عكس منتزه مقاطعة ديناصور. شكل بناء المتحف جزءًا من مبادرة أكبر من رئيس الوزراء بيتر لوغيد، لإنشاء شبكة من المتاحف والمراكز التفسيرية التي تديرها المقاطعات في مدن صغيرة ومناطق ريفية منتقاة في جميع أنحاء ألبرتا. خصصت حكومة المقاطعة 30 مليون دولار كندي لبناء المتحف. قاد تطوير المتحف إلى حد كبير المدير الأول للمؤسسة، ديفيد بيرد.
تم إنشاء برنامج علم الحفريات في متحف مقاطعة ألبرتا، بما في ذلك مجموعته وجزء كبير من العاملين فيه، في عام 1981 استعدادًا لافتتاح المتحف الجديد. عمل موظفو متحف علم الحفريات المستقبلي في مكتب مؤقت في وسط مدينة إدمونتون حتى عام 1982، عندما تم نقلهم إلى مكتب مؤقت آخر ومختبر وورشة عمل في درومهيلر. قبل الافتتاح، كان اسم العمل غير الرسمي للمتحف هو متحف ومعهد أبحاث الحفريات، على الرغم من تغيير بيرد إلى متحف تيريل لعلم الحفريات، تكريما لجوزيف تيريل، عالم جيولوجيا هيئة المسح الجيولوجي لكندا. اكتشف تيريل بالصدفة أول أحفورة ديناصور تم الإبلاغ عنها في وادي نهر الأيل الأحمر، أثناء البحث عن طبقات الفحم في عام 1884.
افتتح متحف تيريل لعلم الحفريات للجمهور في 25 سبتمبر 1985. في نفس العام، أعلن المتحف عن مشاركته في مشروع الديناصورات الصيني الكندي، وهو أول مشروع بحثي تعاوني للمؤسسة خارج المقاطعة. يمثل الجهد التعاوني أول تعاون هادف بين علماء الحفريات الصينيين والغربيين منذ الثورة الشيوعية الصينية.
في 28 يونيو 1990، تم تغيير اسم المتحف إلى متحف تيريل الملكي لعلم الحفريات، بعد أن منحته الملكة إليزابيث الثانية اللقب الملكي. تم تشكيل مجموعة دعم المتطوعين بالمتحف ، وهي الجمعية التعاونية لمتحف تيريل الملكي، في عام 1993، وتساعد في تمويل المشاريع البحثية والمنشورات وزمالات ما بعد الدكتوراه وغيرها من الأحداث التي تركز على المتاحف.
في عام 2003، أكمل المتحف أول توسع كبير لمبناه، وهو ملحق مركز التعلم أتك تيريل.
كانت الخطط لتوسيع مبنى المتحف مرة أخرى جارية منذ عام 2013، على الرغم من أن المتحف لم يعلن عن خططه لتوسيع مبنى المتحف حتى عام 2016. شهدت خطة التوسعة بناء ملحق صالة التعلم، مما أدى إلى زيادة حجم المبنى بمقدار . تم إنشاء ملحق صالة التعلم استجابة للتعليقات الواردة من المتحف، والتي طلبت المزيد من المعارض العملية والأنشطة في المتحف. تم تمويل توسيع المتحف من قبل الحكومات الإقليمية والفيدرالية، بتكلفة حوالي 9.3 مليون دولار كندي. وقدمت حكومة المقاطعة 5.7 مليون دولار كندي، بينما قدمت الحكومة الفيدرالية المبلغ المتبقي وقدره 3.5 مليون دولار كندي. يمثل التوسع المرة الأولى التي يتلقى فيها المتحف تمويلًا للبنية التحتية الثقافية من الحكومة الفيدرالية. تم افتتاح ملحق صالة التعلم رسميًا للجمهور في 28 يونيو 2019.

## أسباب

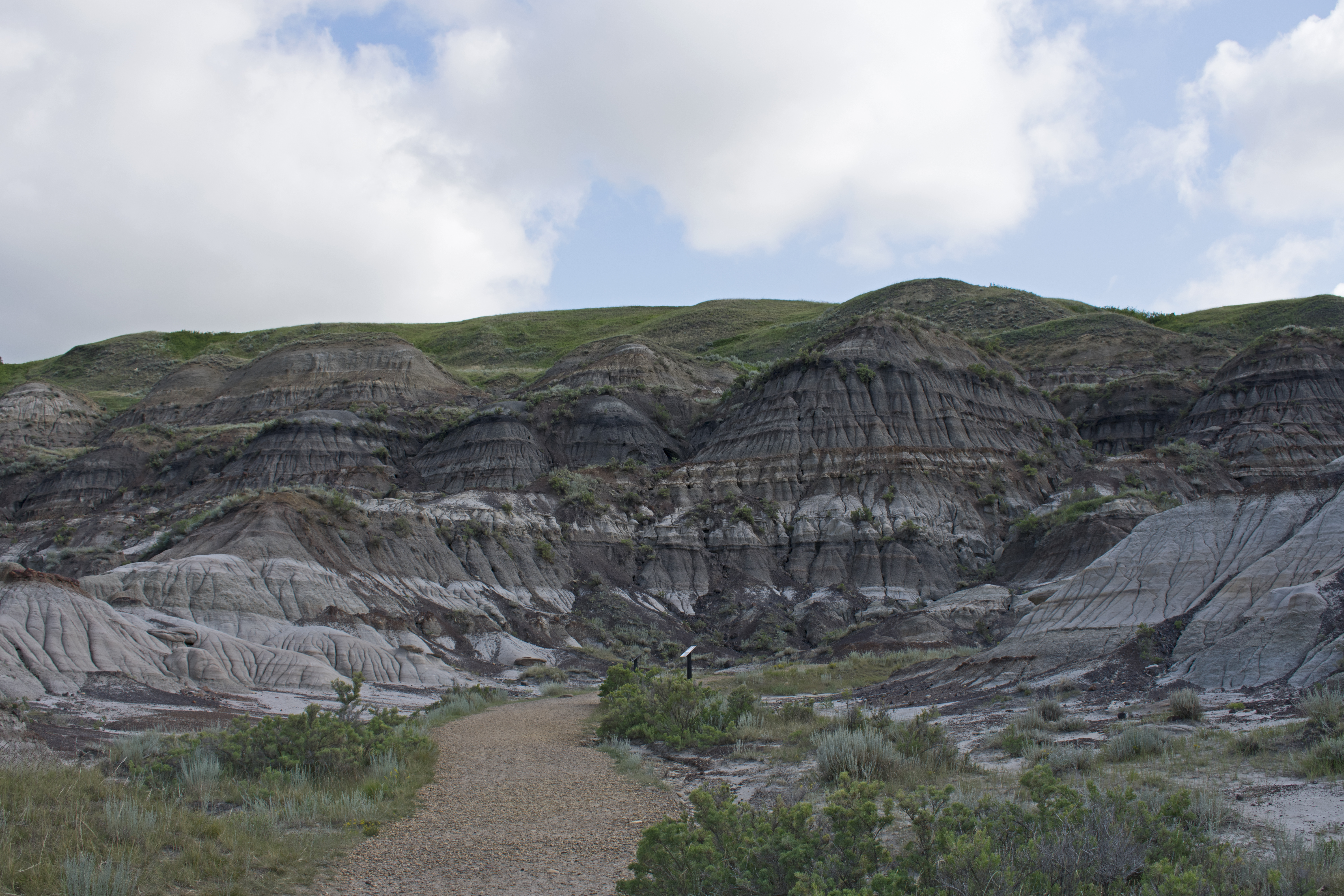
منظر لمتنزه ميدلاند الإقليمي من مسار بادلاندز التفسيري ، وهو ممر يستخدمه المتحف

يقع المتحف في شمال ديناصور تريل في منتزه ميدلاند الإقليمي في درومهيلر، ألبرتا. تقع المنطقة التي يشغلها المتحف في وسط الطبقات الحاملة للأحافير لتكوين وادي حدوة الحصان في العصر الطباشيري المتأخر. يبلغ طول مسار بادلاندز التفسيري 1.4-كيلومتر (0.87 ميل) مسار المشي شمال شرق مبنى المتحف، ويستخدم على نطاق واسع من قبل برامج المتحف العامة والمدارس.

## مبنى
في عام 2019، أكمل المتحف بناء صالة التعلم، مضيفًا ما يقرب من 1,300 متر مربع (14,000 قدم2) إلى المبنى الرئيسي. تم تصميم توسعة صالة التعلم بواسطة العمارة الكاسية، جنبًا إلى جنب مع المتحف، وحكومة ألبرتا. تم التعاقد مع شركة تعلم البناء، وهي شركة إنشاءات مقرها كالجاري، لبناء توسعة صالة التعلم. وشهدت التوسعة توسيع استوديو التعليم عن بعد والحمامات التي يمكن الوصول إليها، بالإضافة إلى إنشاء فصول دراسية إضافية، ومساحات للمختبرات، وصالة تعليمية تفاعلية ومنطقة استراحة، وغرف أخرى متعددة الأغراض.

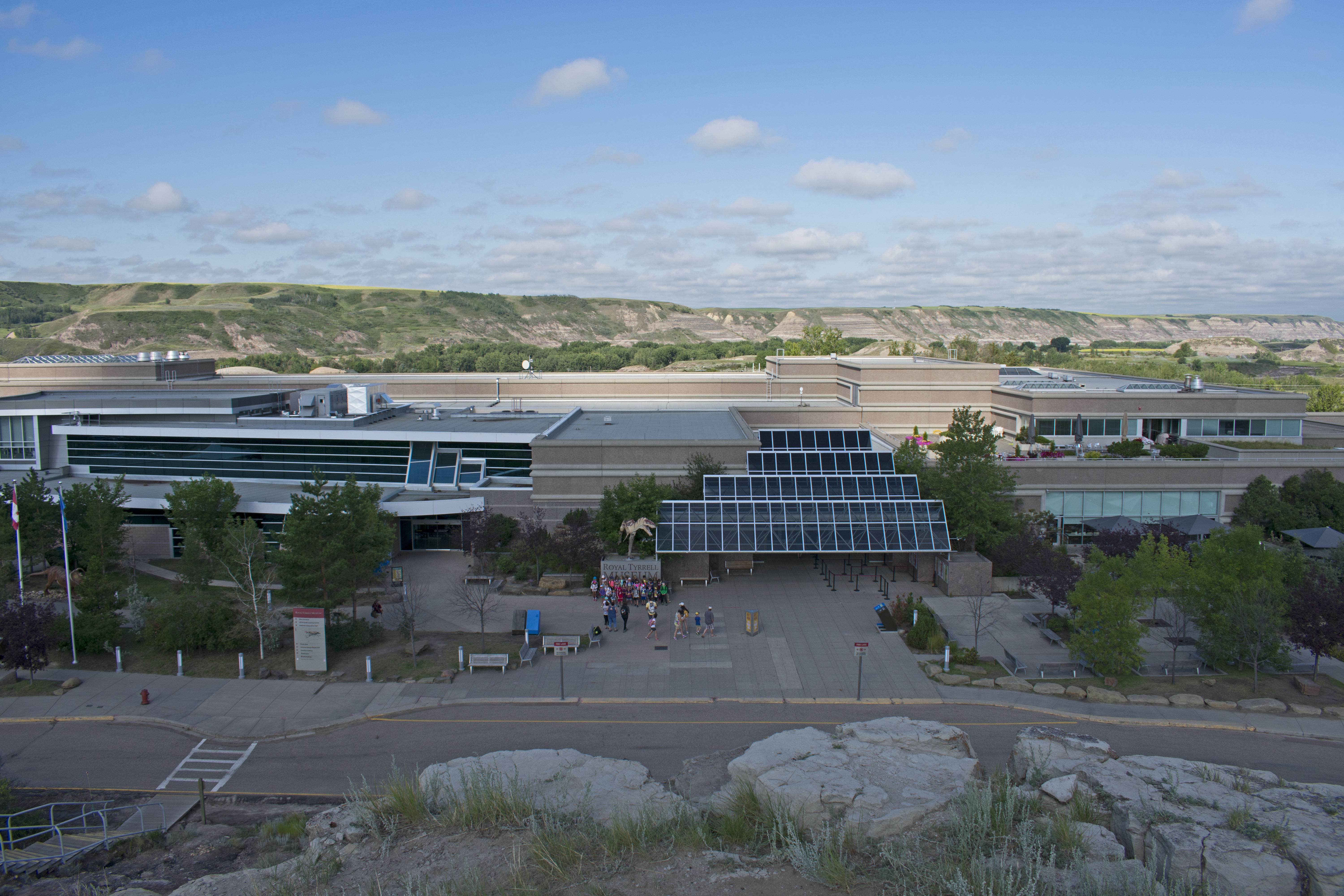
الواجهة الخارجية لمبنى المتحف من الشرق

تم تصميم المبنى الأصلي من قبل شركة بي سي دبليو في كالجاري ، مع دوج كريج كمهندس رئيسي. على الرغم من أن التصميم قد تم تركه إلى حد كبير لكريغ، إلا أنه حصل على قائمة تضم 27 من المتطلبات المعمارية من مدير المتحف. تضمنت العديد من هذه المتطلبات ضرورة مواءمة المبنى مع الأراضي الوعرة المحيطة، وتسهيل تحديد موقع المدخل عن طريق توجيه الممر إلى مقدمة المبنى، وتوفير مساحة كافية لعيون الزوار للتكيف من الضوء الخارجي والداخلي. المبنى. يشتمل الهيكل الرئيسي على عدة صالات عرض مع عروض تفاعلية وكافيتريا ومتجر هدايا ومسرح. تتميز اللوبي الرئيسي للمتحف بلوحة جدارية من عشرة 1.2-by-2.4-متر (4 by 8 قدم) الألواح الخزفية؛ تحمل اللوحة الجدارية عنوان "قصة الحياة" من تصميم لورين ملاخ.
تعاقد المتحف مع المهندسين المعماريين بي سي دبليو مرة أخرى للمساعدة في تصميم مركز أتكو تيريل التعليمي, 1،485 متر (15،980 قدم) إلى المتحف الرئيسي. تم الانتهاء من مركز أتكو تيريل التعليمي في عام 2003 وشمل العديد من الفصول الدراسية مع تكنولوجيا التعلم عن بعد للسماح للباحثين بالاتصال عن بعد بالمواقع الميدانية والمختبر. تم تصميم مركز أتكو تيريل التعليمي لاستيعاب الطلاب من الابتدائية إلى مرحلة ما بعد الثانوية مستويات التعليم.
في عام 2019، أكمل المتحف بناء صالة التعلم، مضيفًا ما يقرب من 1,300 متر مربع (14,000 قدم2) إلى المبنى الرئيسي. تم تصميم توسعة صالة التعلم بواسطة العمارة الكاسية، جنبًا إلى جنب مع المتحف، وحكومة ألبرتا. تم التعاقد مع شركة تعلم البناء، وهي شركة إنشاءات مقرها كالجاري، لبناء توسعة صالة التعلم. وشهدت التوسعة توسيع استوديو التعليم عن بعد والحمامات التي يمكن الوصول إليها، بالإضافة إلى إنشاء فصول دراسية إضافية، ومساحات للمختبرات، وصالة تعليمية تفاعلية ومنطقة استراحة، وغرف أخرى متعددة الأغراض.

## المعارض
اعتبارًا من عام 2020، يضم مبنى المتحف ثلاثة عشر معروضًا تعرض ما يقرب من 800 حفرية معروضة بشكل دائم. عادةً ما توفر أجهزة الكمبيوتر السمعية والبصرية التفاعلية وبرامج وعروض الفيديو معلومات ذات صلة حول العناصر الموجودة في المعرض. كما يتم عرض العديد من الأعمال الفنية لفلاديمير كرب في معروضات المتحف.

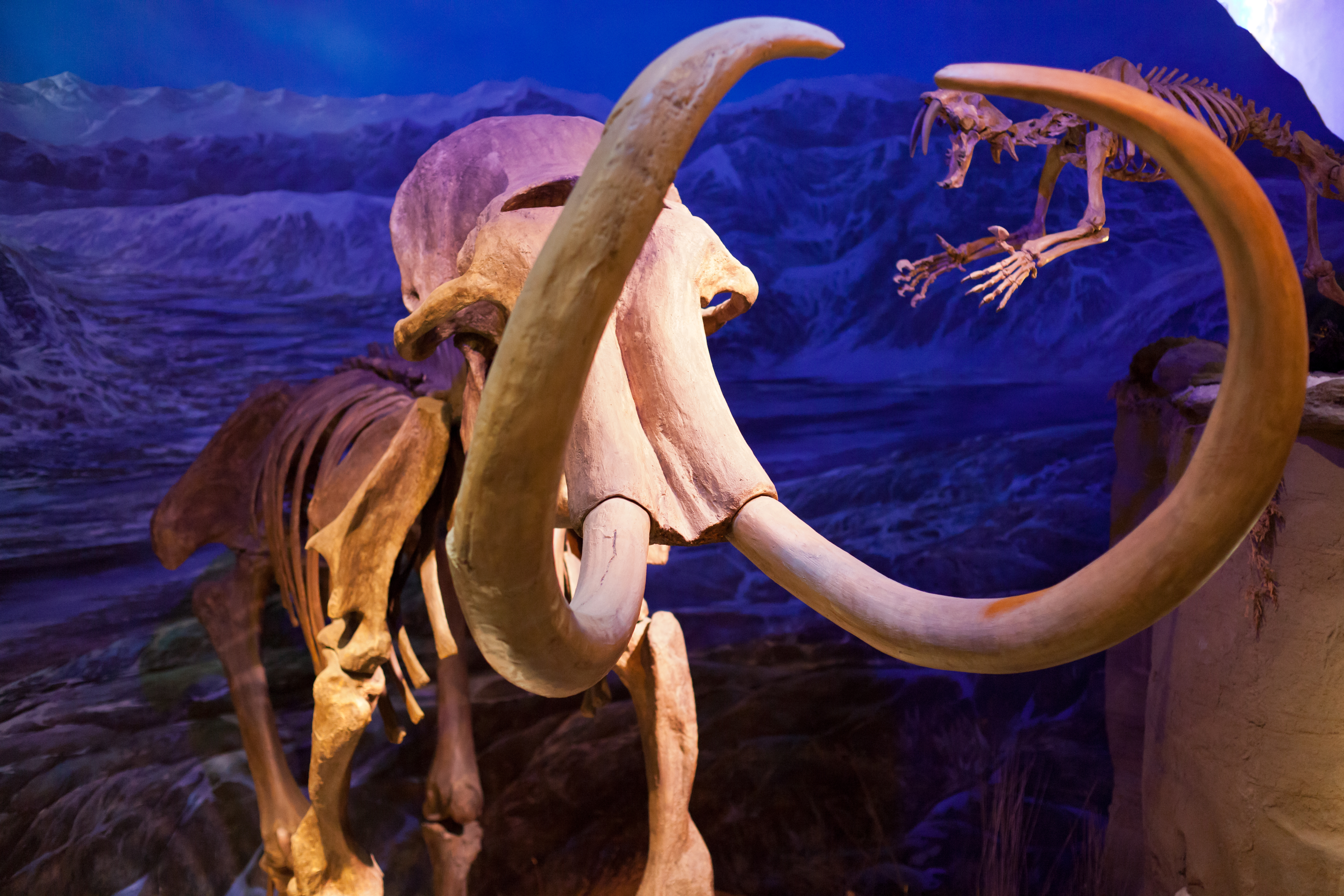
إطارات هيكلية للماموث و سميلودون معرض حقب الحياة الحديثة

يتم تنظيم عدد من هذه المعارض من قبل العصور الجيولوجية، عرض العينات والديوراما من تلك الفترات. تشمل هذه المعروضات حقب الحياة الحديثة معرض الصور, العصر الطباشيري ألبرتا ، حديقة العصر الطباشيري, حقب الحياة القديمة العصر، والباليوزويك الأرضي. يتميز معرض ألبرتا الطباشيري بديوراما ل ألبرتوصور حزمة مستوحاة من 22 عينة تم العثور عليها في سرير عظمي في ألبرتا، تكريما لجوزيف تيريل، الذي اكتشف الديناصور لأول مرة.
يتم تنظيم العديد من المعروضات أيضًا حسب المنطقة، و تركز على رواسب معينة من الحفريات، مثل معرض بورغيس شيل. يعرض معرض أسباب الاكتشاف عينات تم العثور عليها من الحفريات التجارية والصناعية. يقع الثيروفورا الأكثر حفظًا في العالم داخل معرض أسباب الاكتشاف، وهو أحفورة من بوريلوبيلتا وجدها عمال النفط في رمال أثاباسكا النفطية.
تشمل المعروضات الأخرى التي تعرض عينات من مجموعة الحفريات في قاعة الديناصورات بالمتحف: أحافير تحت المجهر وعمالقة العصر الترياسي. تضم قاعة الديناصورات أكثر من ثلاثين هيكلًا عظميًا للديناصورات، بما في ذلك عينات من ألبرتوصوروس، وكاماراسوروس، وتريسيراتوبس ، وتيرانوصور، بما في ذلك جمال أسود، الهيكل العظمي الرابع عشر الأكثر اكتمالا للتيرانوصور في العالم. الحفريات تحت المجهر هو معرض يعرض عادةً عينات مهمة لبرنامج أبحاث المتحف. عمالقة الترياسيون هو معرض مخصص لإليزابيث نيكولز، أمينة المتحف السابقة للزواحف البحرية، ويضم عينة من شونيصور، أكبر الزواحف البحرية في العالم.

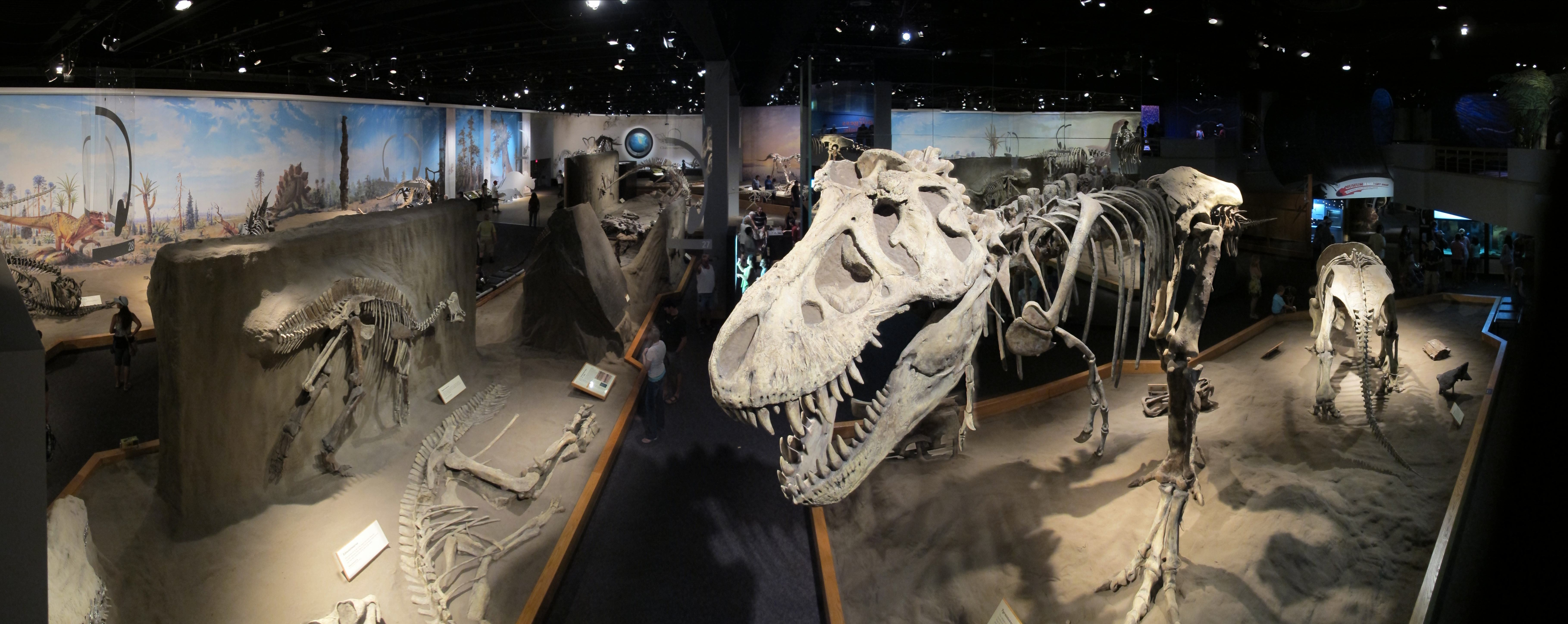
تضم قاعة الديناصورات عددًا من الإطارات الهيكلية للديناصورات

إلى جانب المعروضات التي تهتم بشكل أساسي بمعرض العينات والديوراما، يحتوي المتحف أيضًا على معرضين متعلقين بعلم الحفريات، والأساسات، ومختبر التحضير؛ يسمح المعرض الأخير للزوار بمشاهدة الفنيين أثناء تحضيرهم للحفريات للمعارض أو البحث. تشمل المعروضات الأخرى في المتحف حديقة العصر الطباشيري، المصممة لتقليد بيئة ألبرتا خلال العصر الطباشيري من خلال زراعة الأقارب الأحياء للنباتات التي نمت في ألبرتا خلال تلك الحقبة. تم افتتاح صالة التعلم في عام 2019، وهو أحدث معرض في المتحف، ويعمل كمعرض تفاعلي وعملي للمتحف، ويتضمن تمثالًا برونزيًا لألبرتوصوروس، وعروضًا تفاعلية حول كيفية أكل الديناصورات وتحركها وتفاعلها مع الكائنات الحية الأخرى.

## المجموعة
اعتبارًا من عام 2020، احتوت مجموعة المتحف على أكثر من 350 نمطًا هولوتيبيًا، وحوالي 160.000 حفرية مفهرسة؛ تزويد المتحف بأكبر مجموعة أحفورية في كندا. اعتبارًا من نوفمبر 2021، تحمل مجموعة المتحف خمسة أرقام قياسية في موسوعة غينيس للأرقام القياسية نظرًا لمجموعتها الفريدة من الحفريات؛ بما في ذلك أفضل أنواع بوريلوبيلتا المحفوظة، وحفورة البرتونكتس الحفرية التي لديها أطول رقبة مسجلة.

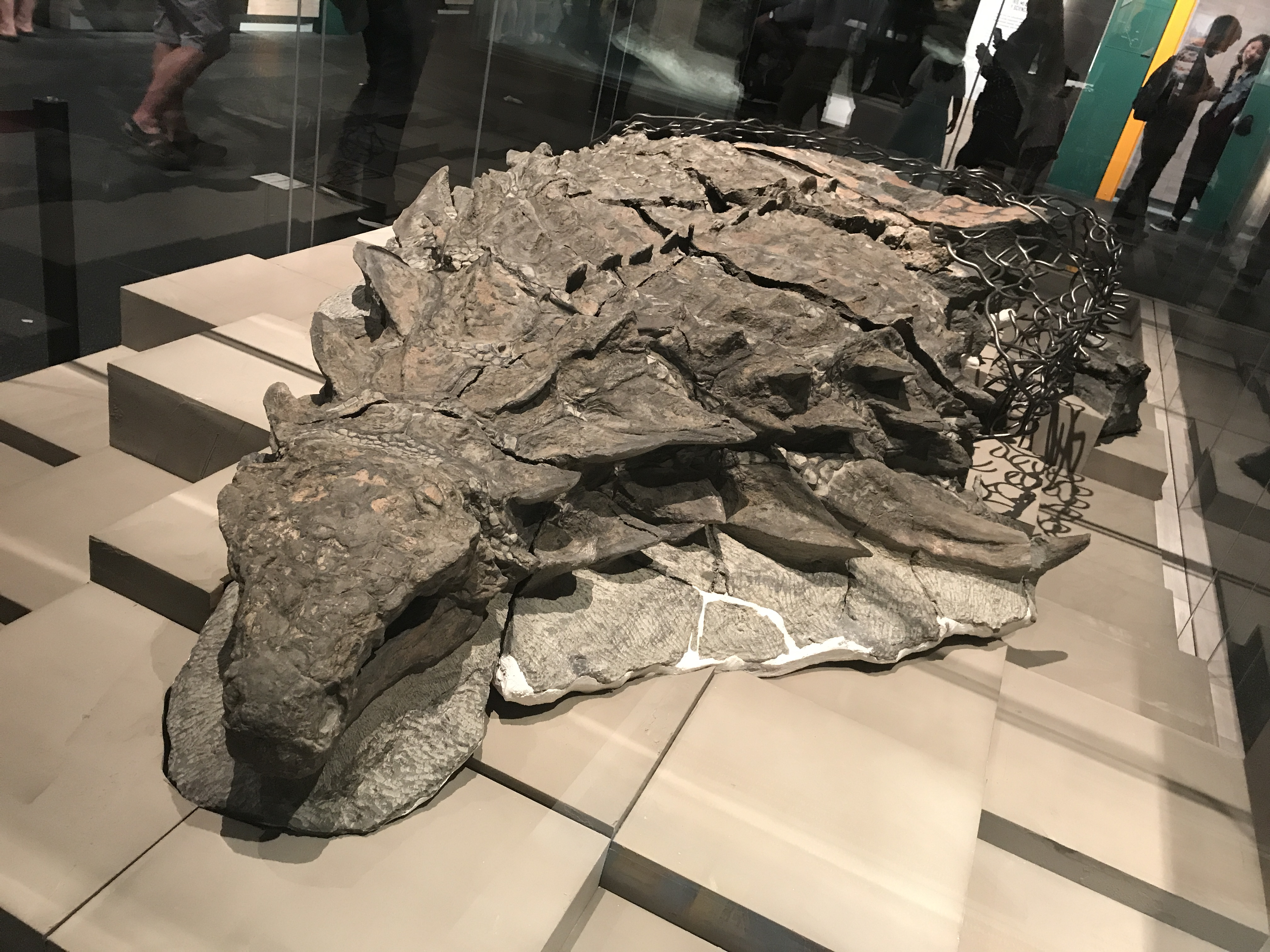
بوريالوبيلتا معروض. العينة هي واحدة من العديد من المجموعة التي تم العثور عليها في ألبرتا

يتم استخدام عناصر المجموعة إما للبحث أو للمعارض المتحفية. حوالي 0.5 في المائة من المجموعة يتم عرضها في المعارض المتحفية.
ما يقرب من نصف هذه العناصر عبارة عن أحافير يعود تاريخها إلى العصر الطباشيري. نشأت غالبية هذه الحفريات من ألبرتا، حيث تم جمع ما يقرب من 85 في المائة من الحفريات من المقاطعة من العمل الميداني للمتحف. بالإضافة إلى الحفريات الطباشيرية في ألبرتا، يحتوي المتحف أيضا على عدد من الحفريات من باليوسين ألبرتا، حقب الحياة القديمة من القطب الشمالي الكندي، وفي حقب الحياة القديمة, الترياسي، و العصر الطباشيري المبكر كولومبيا البريطانية.
إلى جانب العمل الميداني، حصل المتحف أيضا على عناصر لمجموعته من خلال مجموعة متنوعة من الوسائل الأخرى، بما في ذلك التبرعات والتبادلات والمشتريات وعمليات الإنقاذ للحفريات الصناعية ومن علماء الحفريات الذين أرشفوا أعمالهم في المتحف. تم الحصول على معظم العينات التي تم شراؤها في أوائل عام 1980، عندما تم توفير ميزانية اقتناء كبيرة للمؤسسة استعدادا لافتتاحها. يتم إضافة ما يقرب من 3000 عينة إلى المجموعة سنويا.

## البرامج

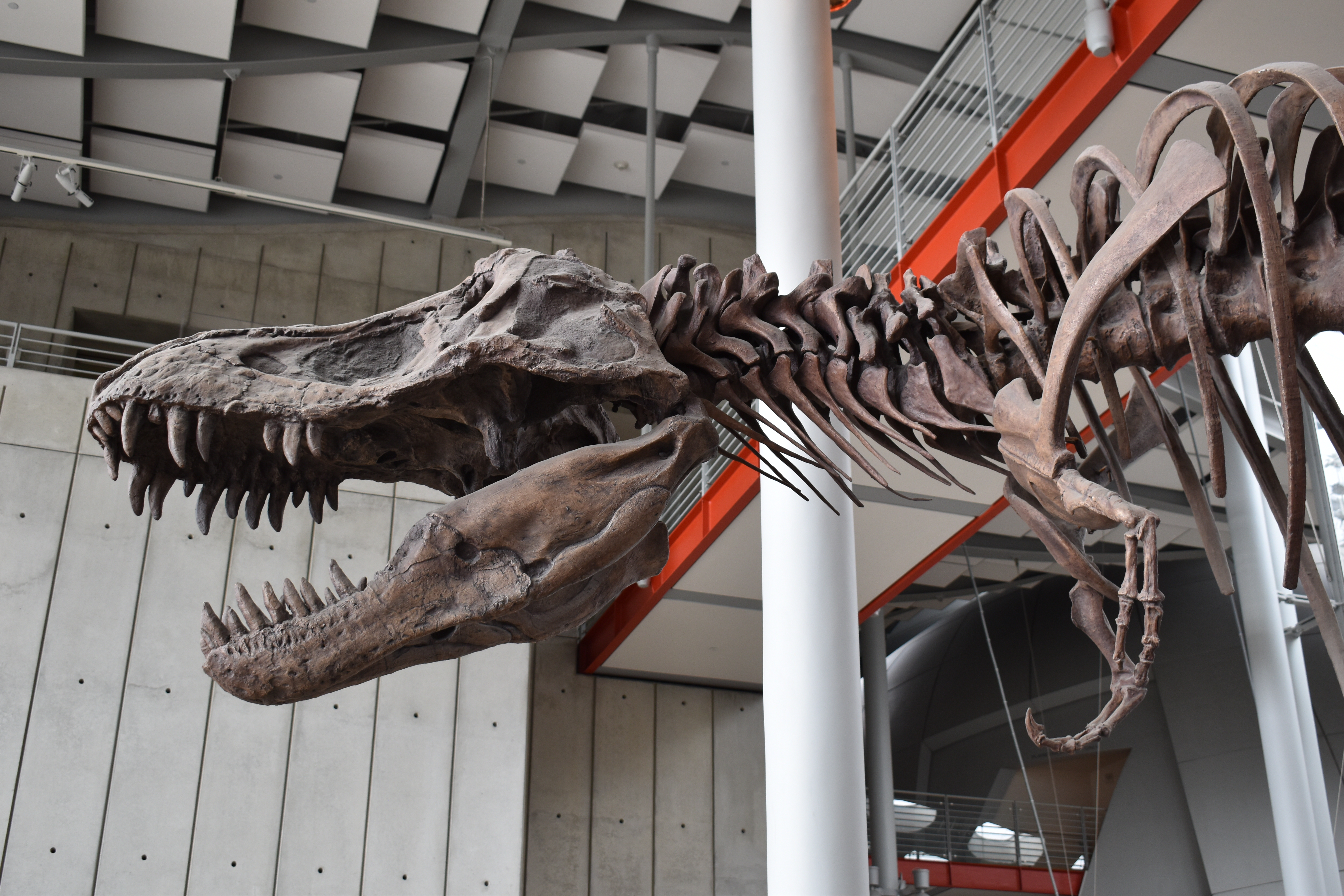
نسخة طبق الأصل من الديناصور من مجموعة RTMP في أكاديمية كاليفورنيا للعلوم. ينتج RTMP نسخًا طبق الأصل من العينات من مجموعته لاستخدامها في المتاحف الأخرى.

يتم تقديم الجولات المصحوبة بمرشدين إلى متنزه مقاطعة ميدلاند المحيطة من قبل موظفي المتحف. يدير المتحف أيضًا العديد من برامج التوعية، حيث يوفر تدريبًا ميدانيًا للطلاب، ويقوم بتنفيذ العديد من برامج "الدفع مقابل الحفر" في منطقة درمهيلر، حيث يشارك أفراد من الجمهور في أعمال التنقيب عن العظام. يحتوي المتحف على مجموعة من برامج التعلم عن بعد، والتي تقدم البرامج التعليمية للطلاب.
يدير المتحف برنامج صب وتشكيل حيث يقوم بإنشاء نسخ طبق الأصل من عينات من مجموعاته الخاصة، وتوفيرها لاستخدامها في متاحف أخرى.

## بحث

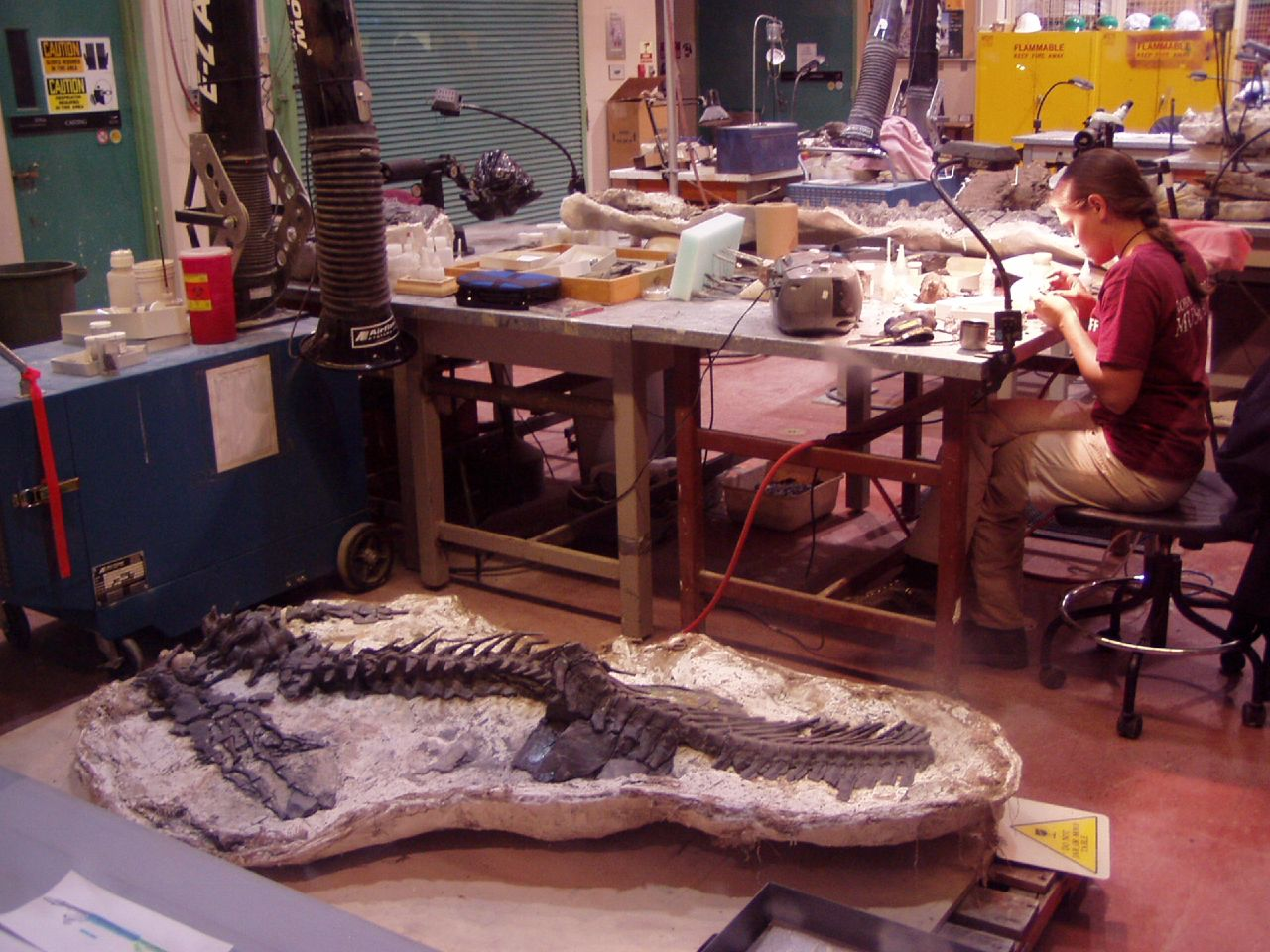
عضو طاقم المتحف يعمل على أحفورة في معمل التحضير بالمتحف

يتمتع برنامج أبحاث المتحف بتفويض واسع لتوثيق وتحليل التاريخ الجيولوجي وعلم الحفريات، مع الإشارة إلى ألبرتا. يشتمل برنامج البحث بالمتحف على مجموعة بحثية في علم الحفريات، بالإضافة إلى قائمة دورية بزملاء ما بعد الدكتوراه وطلاب الدراسات العليا. يساعد تقنيو علم الحفريات في المتحف أو يشرفون على عمليات العمل الميداني. وكذلك تحضير الحفريات للمعارض أو البحث. في عام 2015، كان لدى مجموعة تقنيي علم الحفريات بالمتحف مجتمعة أكثر من 150 عامًا من الخبرة التراكمية. على الرغم من عدم توظيفهم رسميًا لأغراض البحث، فقد أجرى تقنيو علم الأحافير مشاريع بحثية مستقلة أو تعاونية في المتحف في الماضي.
تم تخصيص غالبية الأوراق البحثية التي كتبها أعضاء في برنامج البحث بالمتحف للفقاريات، حيث نشر أعضاؤها أقل من 40 بحثًا عن النباتات الكبيرة، واللافقاريات، واللافقاريات اعتبارًا من عام 2015. النتائج من برنامج البحث مدرجة بانتظام في معارض المتحف، وبرامج التوعية التعليمية.
تأسس فريق البحث بالمتحف في البداية في أوائل الثمانينيات، وكان مكلفًا في البداية بالبحث عن عينات لمعارض ومجموعات المتحف. بعد تلبية الطلب على عينات ذات جودة المعروضات، تم إعادة توجيه باحثي المتحف نحو توثيق وتفسير الجيولوجيا والحفريات في متنزه ميدلاند الإقليمي، ومتنزه مقاطعة الديناصورات، ومناطق أخرى في المقاطعة.  حافظ المتحف على 500-متر-مربع (5,400 قدم2) محطة ميدانية دائمة في حديقة مقاطعة ديناصور منذ عام 1987. تشمل المناطق الأخرى في كندا حيث أجرى برنامج أبحاث المتحف أعمالًا ميدانية تشمل كولومبيا البريطانية والقطب الشمالي الكندي ومانيتوبا وساسكاتشوان .
أجرى المتحف عددًا من التعاون البحثي مع مؤسسات أخرى، بما في ذلك المسح الجيولوجي لكندا، ومعهد الحفريات الفقارية وعلم الإنسان القديم، والمتاحف الأخرى في أمريكا الشمالية، والجامعات الموجودة في ألبرتا. يقع مقر العديد من المشاريع البحثية للمتحف في ألبرتا، على الرغم من أنه أجرى مشاريع بحثية خارج المقاطعة. اعتبارًا من عام 2015، شارك المتحف في 10 مشاريع بحثية تعاونية وممولة من الخارج خارج ألبرتا، وكان أولها مشروع الديناصورات الصيني الكندي في عام 1985. اعتبارًا من عام 2015 ، هذه الأبحاث التعاونية خارج المقاطعة أسفرت المشاريع عن أكثر من 75 منشورًا بحثيًا.

## الملاحظات
1. ↑   التاريخ التالي كان وقت فتح المتحف للجمهور. قد يرجع المتحف أصوله إلى برنامج علم الحفريات الخاص بـ المتحف الإقليمي لألبرتا ، والذي تم فصله عن متحف المقاطعة في عام 1981 استعدادًا لمتحف علم الحفريات الجديد.

## مزيد من القراءة
- Currie، Philip J.؛ Koppelhus، Eva B. (2015). "The significance of the theropod collections of the Royal Tyrrell Museum of Palaeontology to our understanding of Late Cretaceous theropod diversity". Canadian Journal of Earth Sciences. ج. 52 ع. 8: 620–629. Bibcode:2015CaJES..52..620C. DOI:10.1139/cjes-2014-0173.
- Gardner، James D.؛ Henderson، Donald M.؛ Therrien، François (2015). "Introduction to the Special Issue commemorating the 30th anniversary of the Royal Tyrrell Museum of Palaeontology, with a summary of the museum's early history and its research contributions". Canadian Journal of Earth Sciences. ج. 52 ع. 8: 5–33. Bibcode:2015CaJES..52D...5G. DOI:10.1139/cjes-2015-0059.

## روابط خارجية
- الموقع الرسمي